# Römerbrücke (Trier)

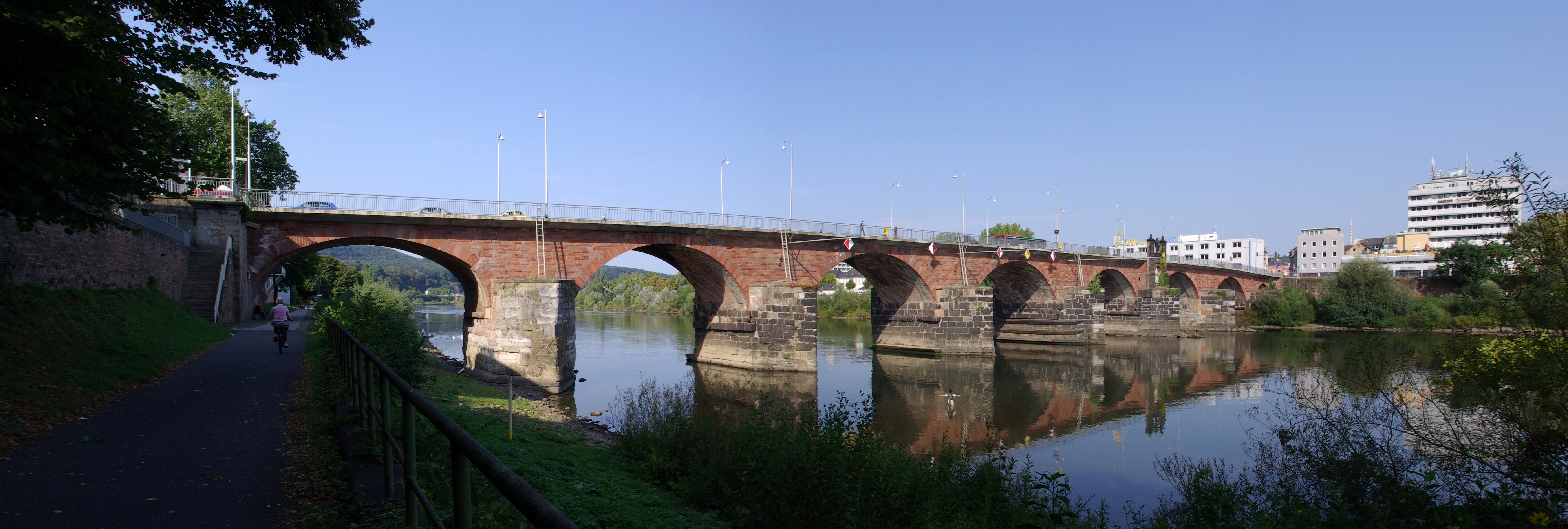
Die Römerbrücke von Süden

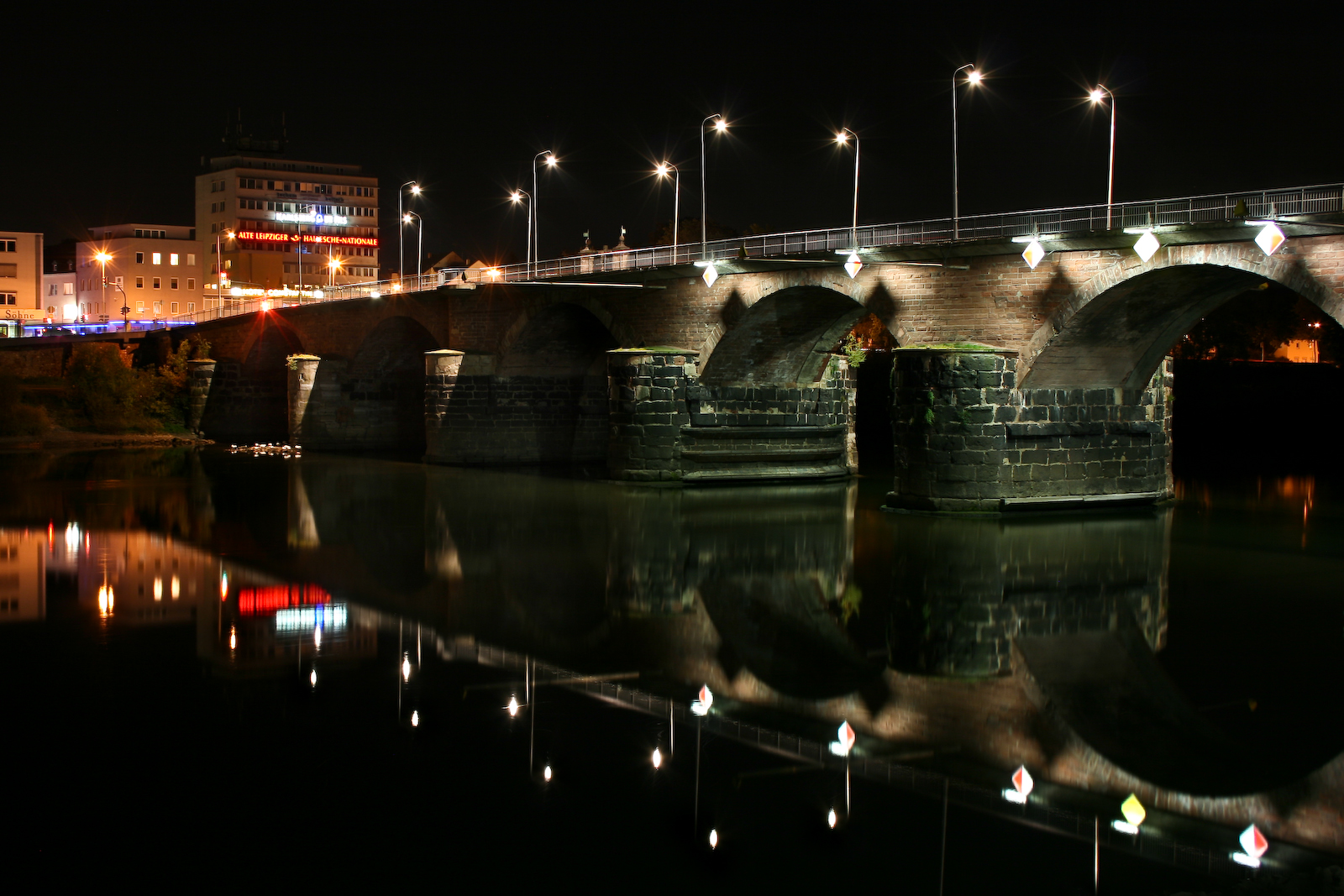
Römerbrücke bei Nacht

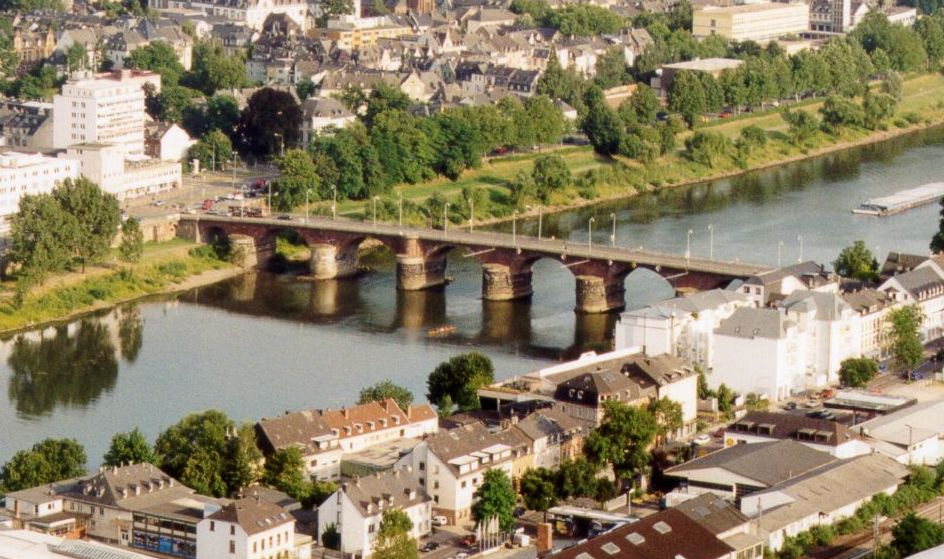
Römerbrücke, Blick von der Mariensäule

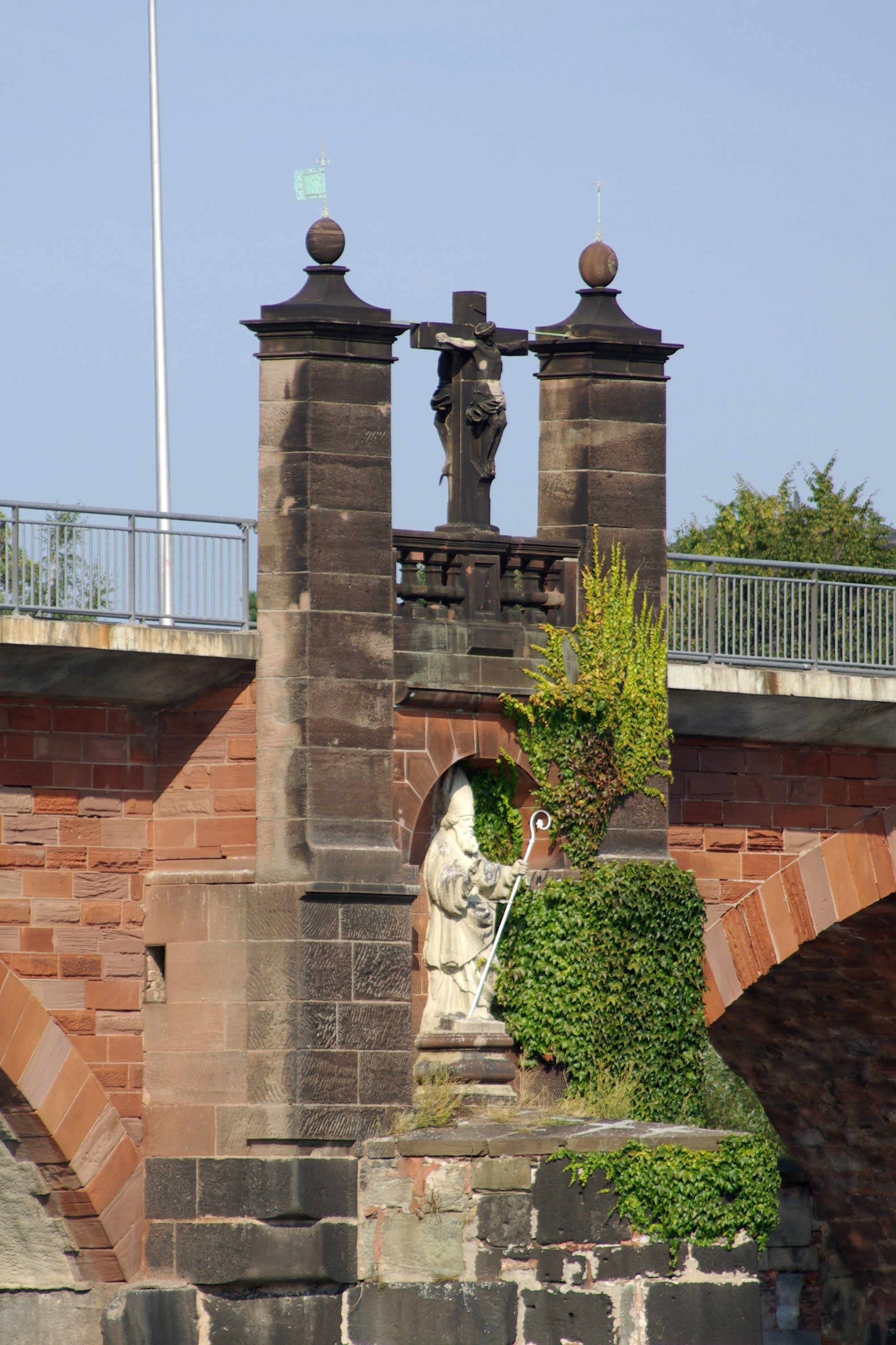
Kreuz und Statue von Nikolaus von Myra auf der Mitte der Brücke

Die Römerbrücke (auch Alte Moselbrücke genannt), die über die Mosel in Trier (Augusta Treverorum) führt, ist die älteste Brücke Deutschlands.
Seit 1986 ist die Römerbrücke Teil des UNESCO-Welterbes Römische Baudenkmäler, Dom und Liebfrauenkirche in Trier.

## Geschichte
Eine erste römische Moselbrücke aus Holz existierte ab 18/17 v. Chr. Es handelte sich um eine Pfahljochbrücke; die Pfähle konnten 1963 mithilfe dendrochronologischer Untersuchungen datiert werden.
Die erste Steinbrücke wurde 45 n. Chr. ein kleines Stück flussabwärts vom heutigen Standort der Römerbrücke errichtet, wie dendrochronologische Untersuchungen gezeigt haben. 
Die Pfeiler der heutigen Steinbrücke wurden zwischen 142 und 150 n. Chr. erbaut. Die neue Römerbrücke ist die dritte Brücke an dieser Stelle seit der Stadtgründung. Mit Hilfe von wasserdichten Spundwänden wurden auf dem Flussgrund die Pfeiler mit Basalt- und Blausteinquadern gegründet. Das Baumaterial stammte unter anderem aus dem Abbaugebiet um den ehemaligen Vulkan Hohe Buche (in der östlichen Eifel). Die Brücke hat flussaufwärts zugespitzte Pfeiler, um Hochwasser und Eis besser trotzen zu können. Auf den massiven Pfeilern war in römischer Zeit eine hölzerne Brückenkonstruktion, ein so genanntes Sprengwerk, erbaut worden. Dieses konnte durch eine zehn Meter breite Fahrbahn dem Verkehr gut standhalten. Da die Fahrbahn bei Normalpegel etwa 14 Meter über der Mosel lag, mussten die Masten der Schiffe nicht mehr umgeklappt werden, wenn sie flussabwärts segelten. Flussaufwärts mussten sie wegen der starken Strömung getreidelt werden.
Der Standort des im Mittelalter abgerissenen Brückentors, die Porta Inclyta (Berühmtes Tor), ist ungeklärt. So ist es (Stand 2004) unter Wissenschaftlern umstritten, ob das der Porta Nigra ähnliche Tor auf der linken oder der rechten Moselseite stand.
Die Steinwölbung ist erst im Mittelalter zwischen 1190 und 1490 entstanden, möglicherweise unter Kurfürst Balduin (1307–1354). Alle neun Brückenpfeiler sind bis heute erhalten geblieben; die ältere Annahme, dass zwei dieser neun 1717/1718 erneuert wurden, ist nicht zutreffend. Die beiden ersten auf der Stadtseite sind bereits seit einem Umbau in römischer Zeit in der Uferaufschüttung verborgen.
1689 wurde die Brücke von französischen Truppen gesprengt, 1716–1718 erneuerte der kurfürstlich-trierische Hofzimmermann Johann Georg Judas die Wölbung. Bei dieser Gelegenheit errichtete man auf dem fünften Pfeiler von Westen ein Kruzifix und eine Statue des heiligen Nikolaus von Myra. 1806 brach man das westliche Brückentor ab, 1869 folgte das östliche. 
1931 wurde die Brücke verbreitert und erhielt die heutigen, auskragenden Fußgängerstege.
Am Morgen des 2. März 1945 konnten die Amerikaner über die unzerstörte Römerbrücke in Richtung Trier-West gelangen. Die Brücke ist aus ungeklärten Gründen von den deutschen Truppen nicht gesprengt worden. Laut einem Augenzeugen lagen bereits so viele Trümmer auf der Brücke, dass die Kabel für die Zündung der Sprengladungen wahrscheinlich beschädigt waren.
Nach dem Zweiten Weltkrieg erfolgten umfangreiche archäologische Untersuchungen im Zuge der Moselkanalisierung. 2012 schrieb die Stadt Trier einen Architektenwettbewerb zur Neugestaltung des Brückenumfeldes und der Brücke selbst aus, mit dem Ziel, das Baudenkmal besser zur Geltung zu bringen. Aus finanziellen Gründen ist eine Umsetzung der Vorschläge jedoch kaum möglich.

## Historische Ansichten

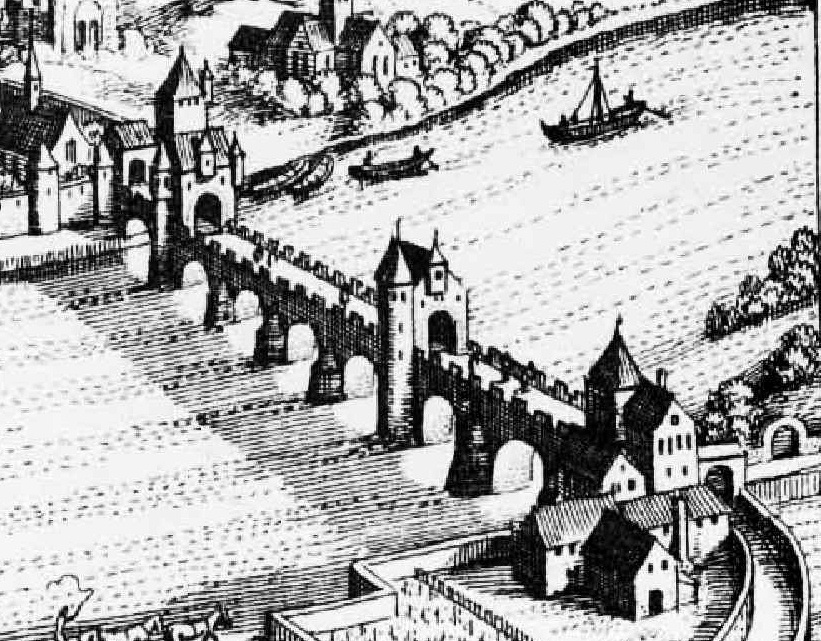
Kupferstich von Merian (1646)
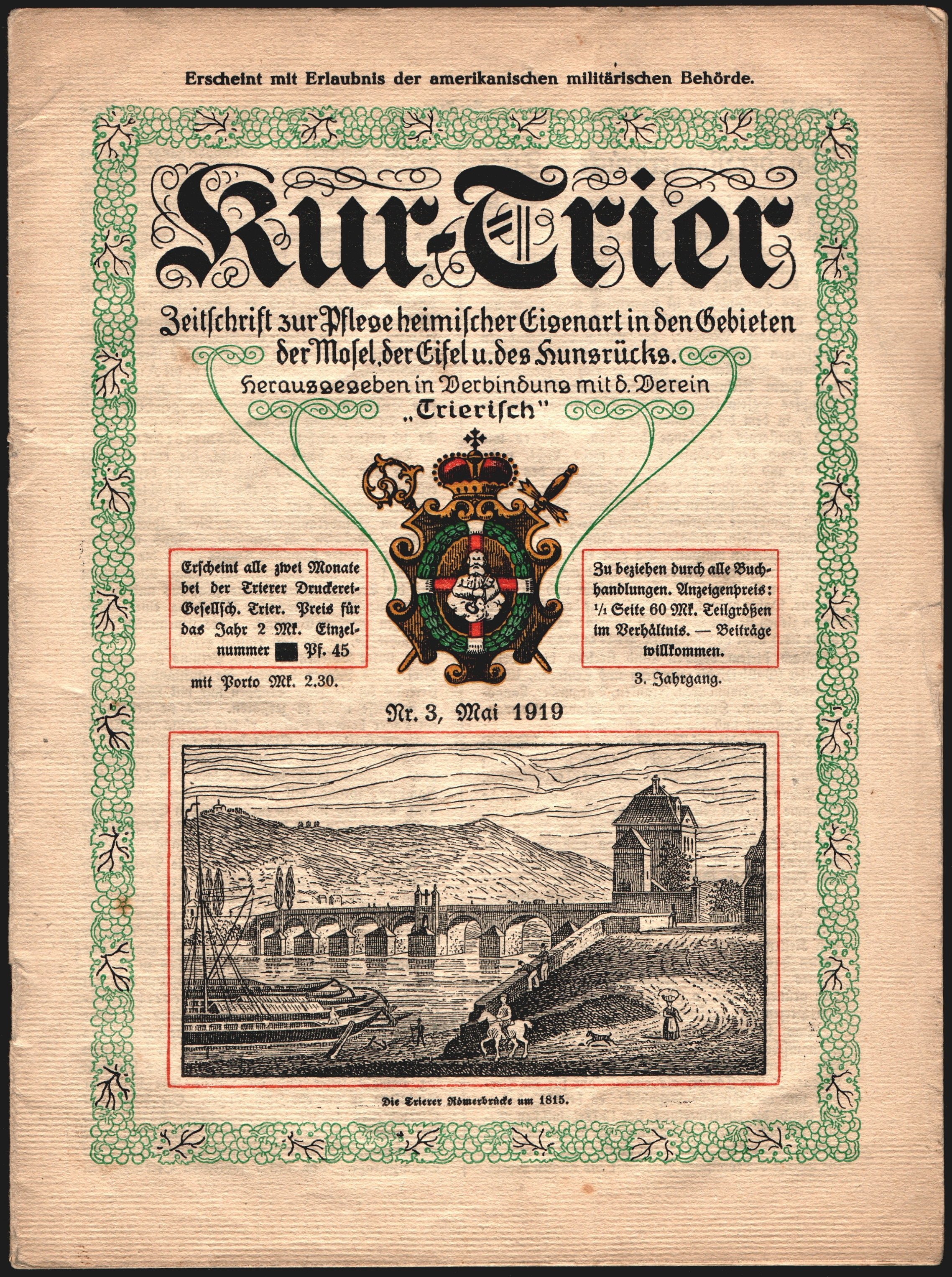
Zeitschrift „Kur-Trier“ (1919, Römerbrücke um 1815)
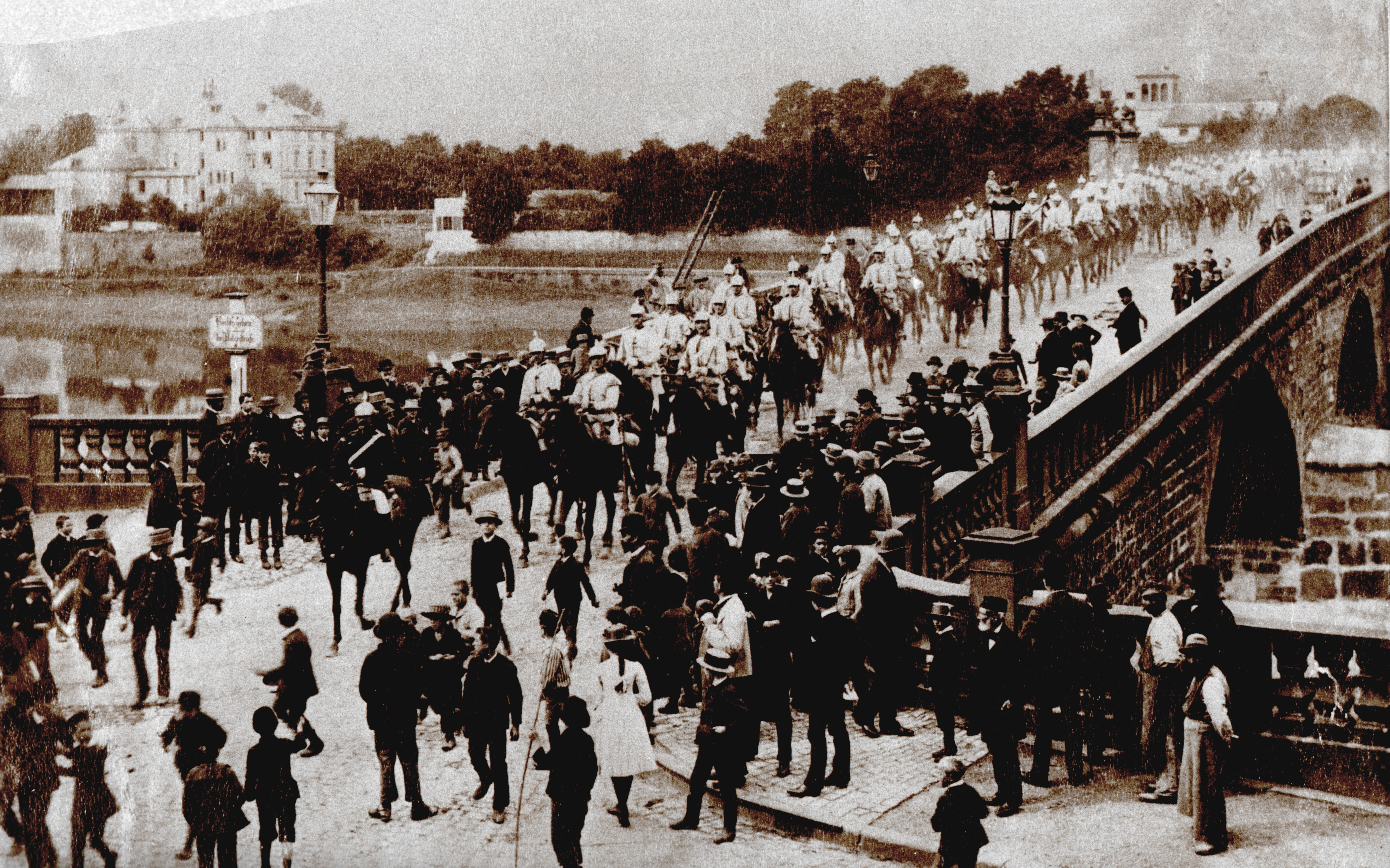
Kaisermanöver mit den Köln-Deutzer Kürassieren (1893)
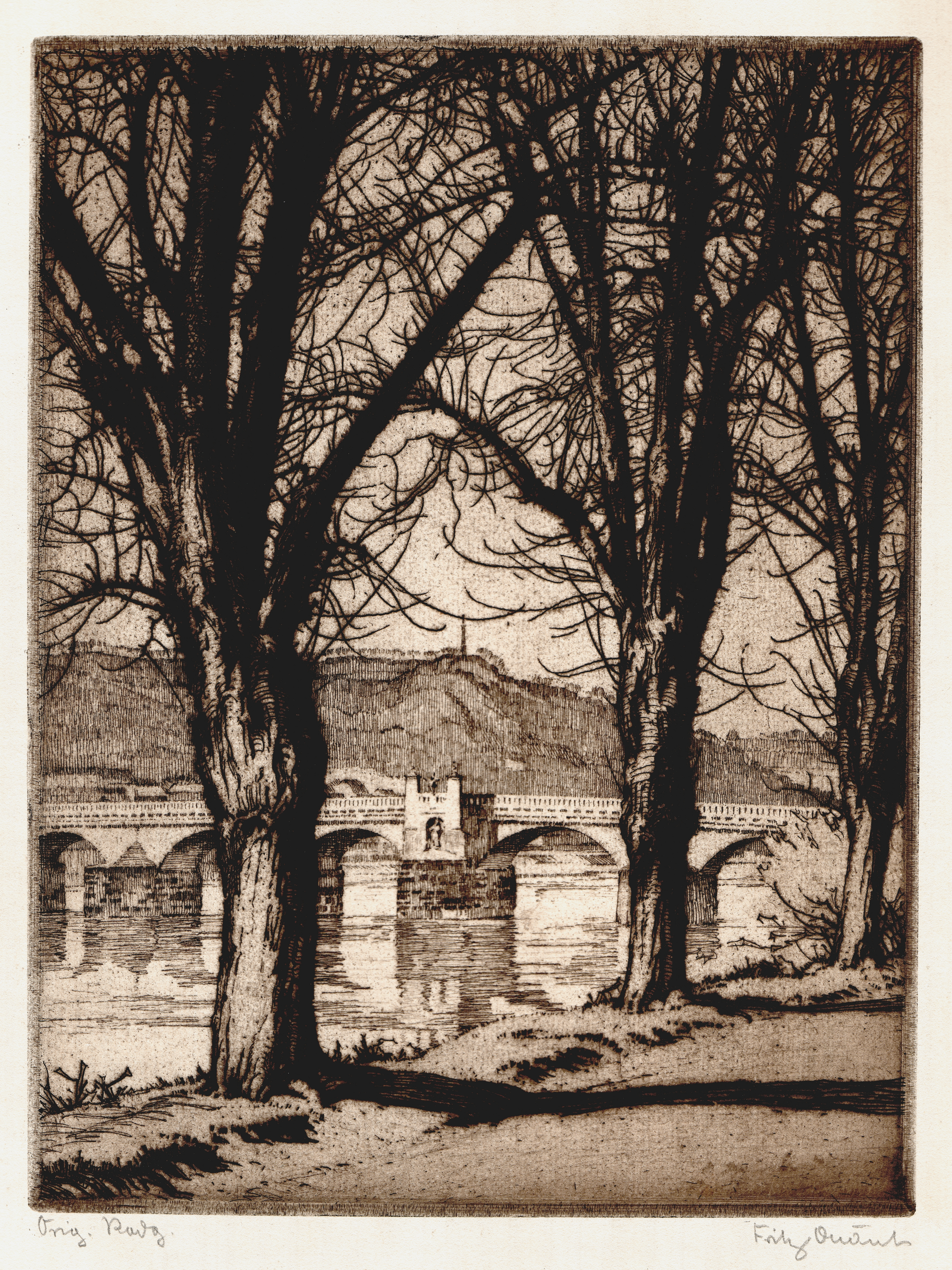
Radierung von Fritz Quant (um 1910)
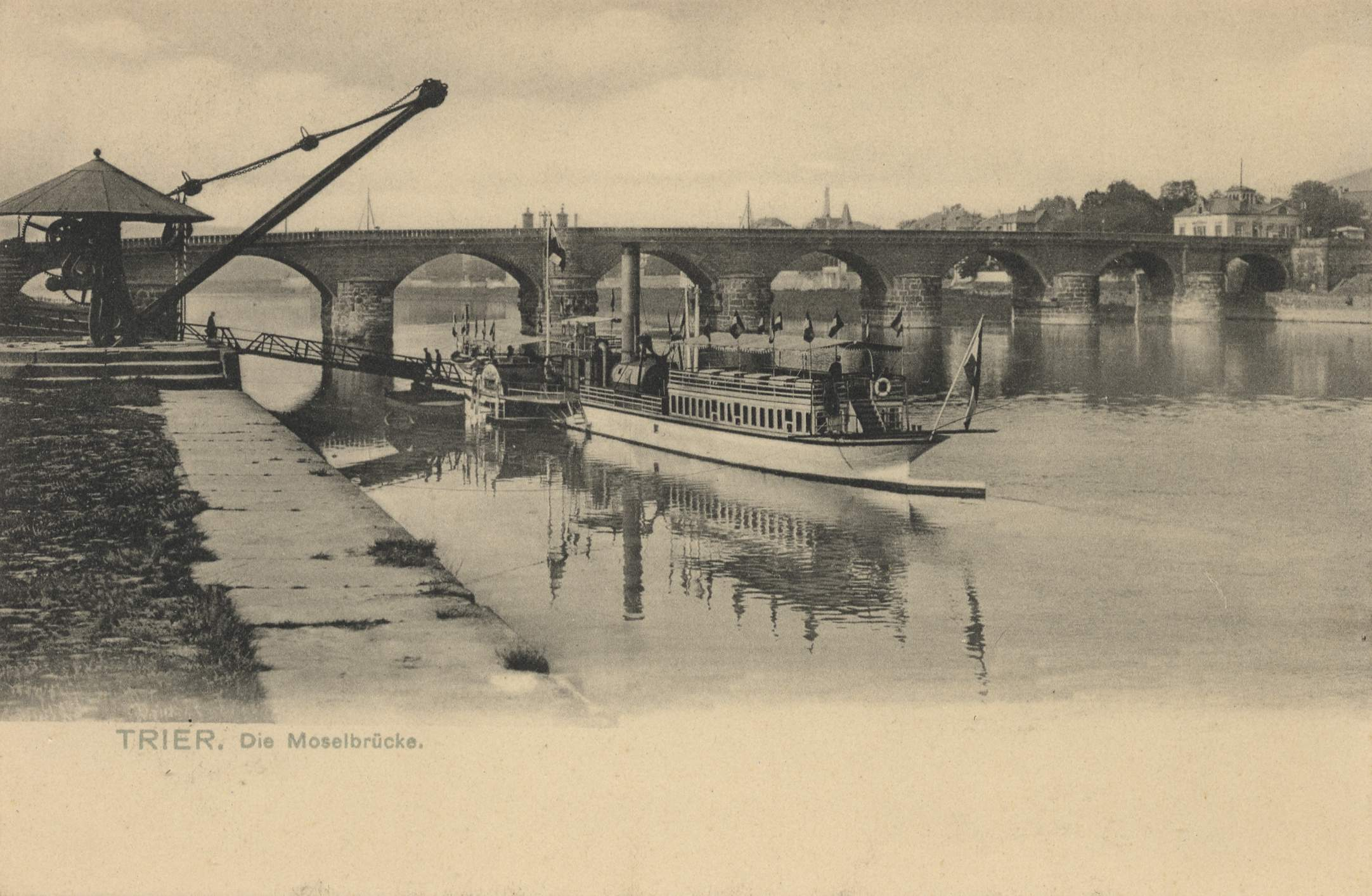
Ansichtskarte (1910)
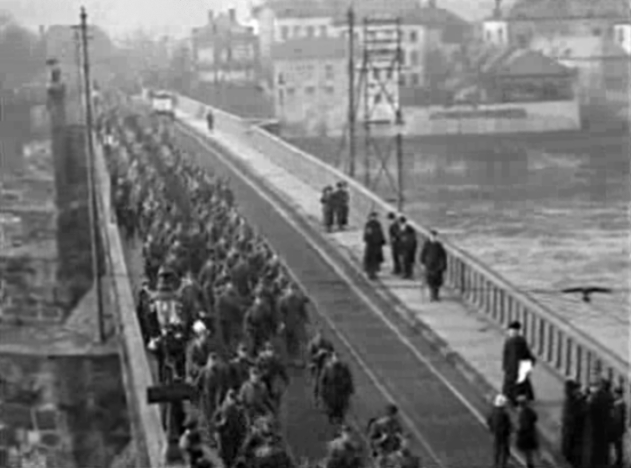
US-Besatzungstruppen (1918)
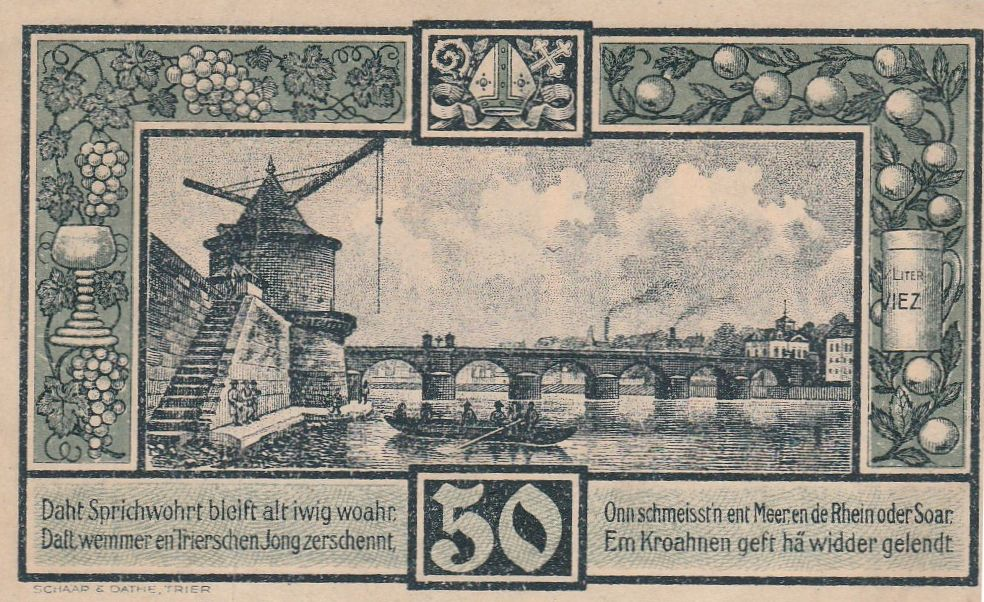
Ein Notgeldschein aus dem Jahr 1920
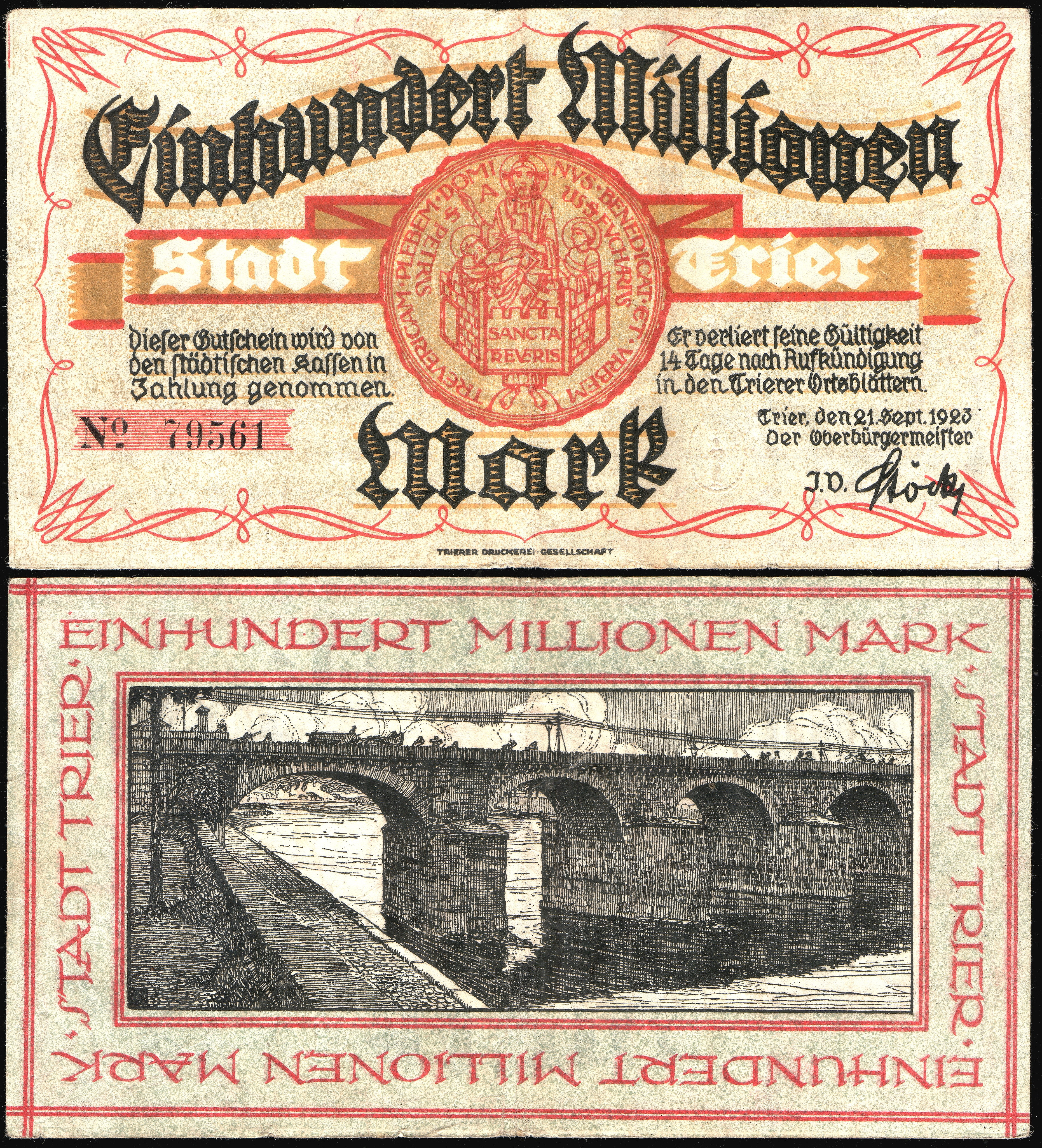
Notgeldschein über 100 Millionen Mark (1923)
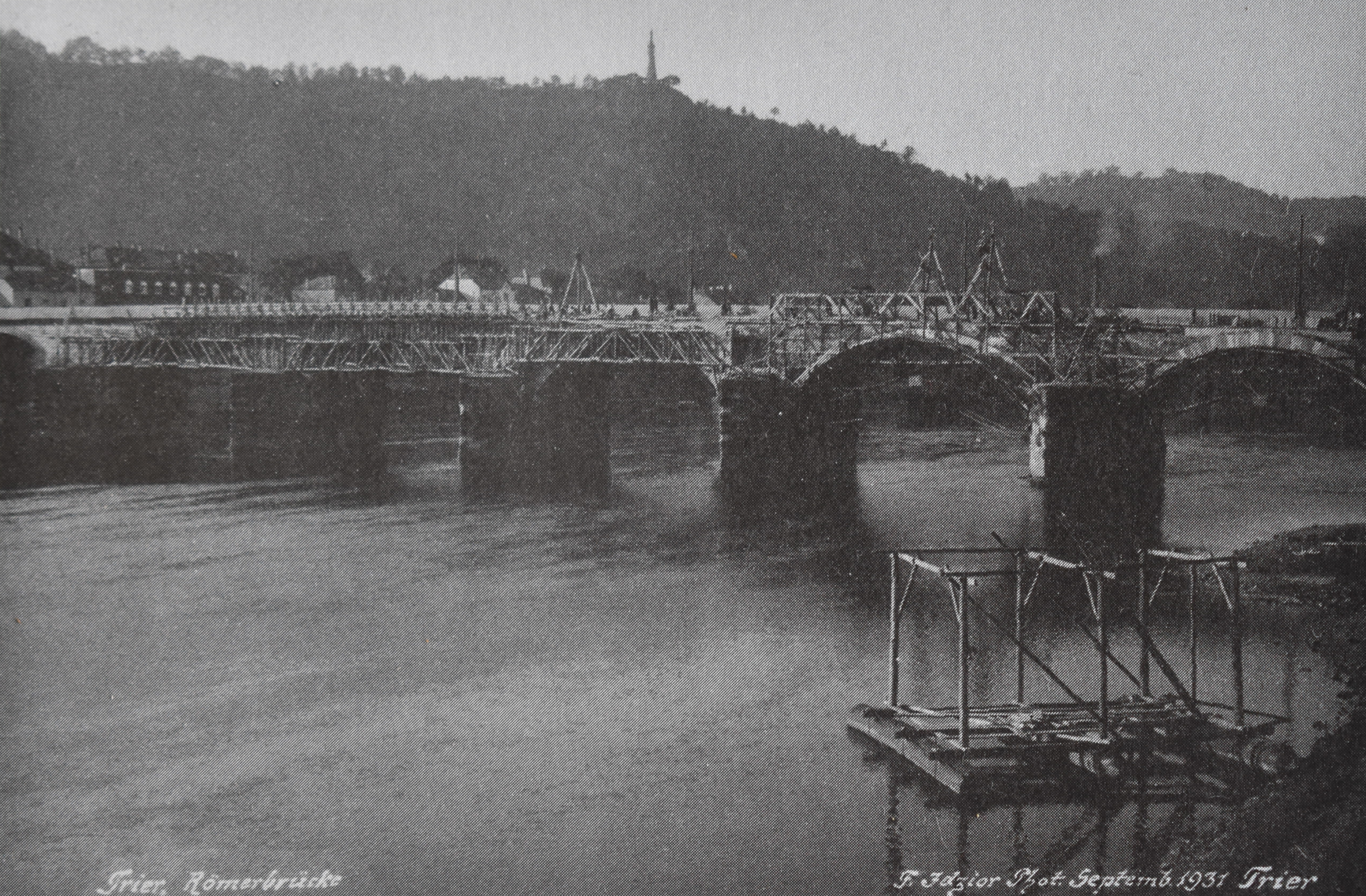
Verbreiterung (1931)
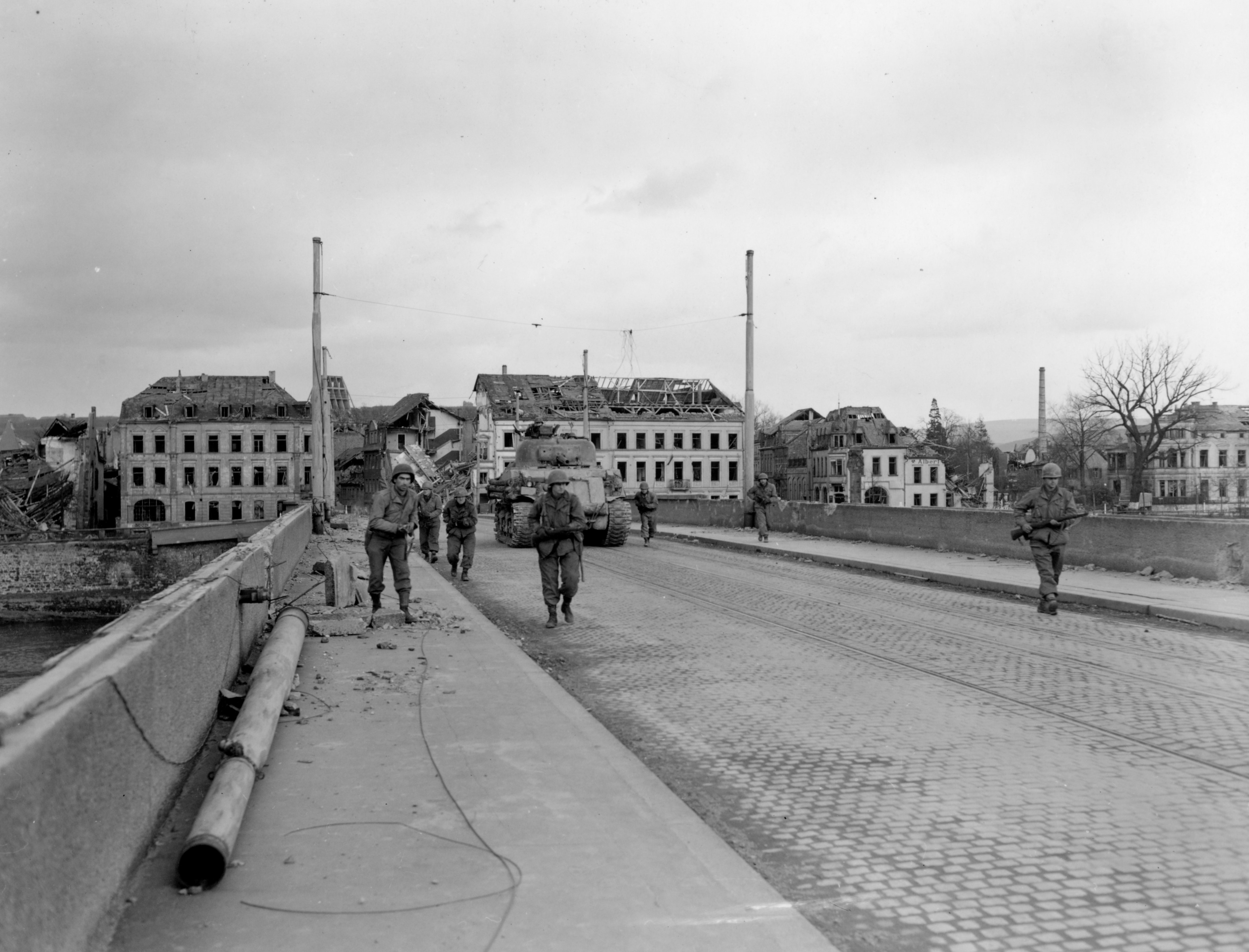
US-Soldaten (1945)